# László Bitó

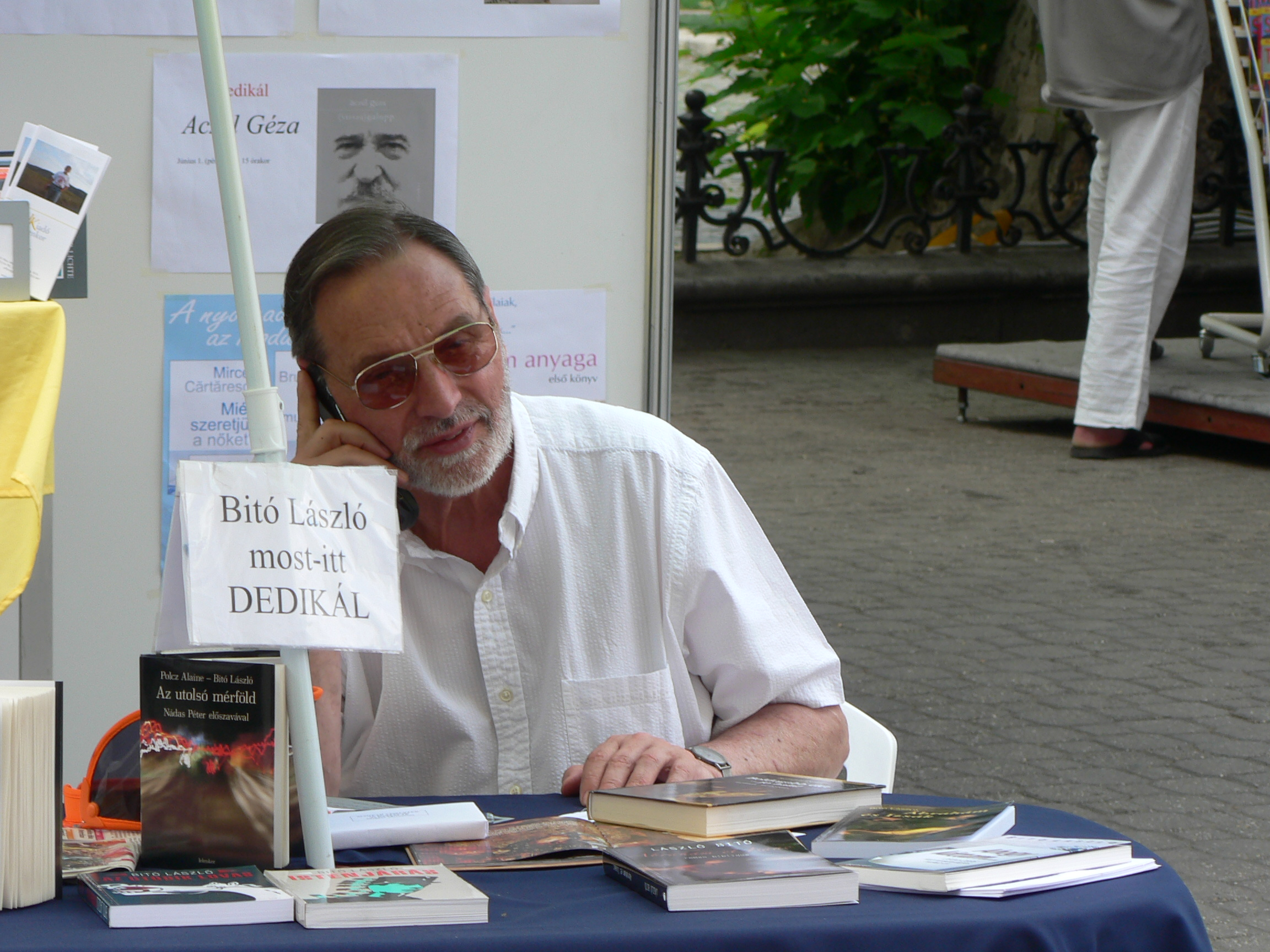
László Bitó na targach książki (2007)

László Z. Bitó (ur. 7 września 1934 w Budapeszcie, zm. 14 listopada 2021 tamże) – węgierski fizjolog, powieściopisarz i eseista.

## Życiorys

### Młodość i wykształcenie
Urodził się w Budapeszcie. Jego rodzina została zmuszona do opuszczenia stolicy kraju w 1951 roku. Pracował w kopalni w Komló i był lokalnym przywódcą strajków podczas rewolucji w 1956 roku. Po tym, jak rewolucja została stłumiona przez interwencyjne wojska radzieckie, uciekł do Stanów Zjednoczonych, gdzie zdobył stypendium i został fizjologiem. Otrzymał tam azyl. W latach 1956–1960 studiował na Bard College. W 1963 roku uzyskał tytuł doktora na Uniwersytecie Columbia w dziedzinie biologii.

### Kariera naukowa
Przez większość kariery akademickiej związany był z Uniwersytetem Columbia (gdzie był później emerytowanym profesorem fizjologii okulistycznej) i Uniwersytetem Portoryko. Opublikował ponad 150 artykułów naukowych. Otrzymał m.in. Order Zasługi Republiki Węgierskiej w 2004 roku, Medal Proctora w 2000 roku oraz nagrodę fundacji Helen Keller.

### Pisarstwo
W 1994 roku opublikowano na Węgrzech jego pierwszą powieść pt. Chód Boży (Istenjárás). Po przejściu na emeryturę uniwersytecką, powrócił na Węgry i poświęcił się pisarstwu. Pierwsze powieści oparte są na jego wczesnych osobistych wspomnieniach z historii Węgier. Dwie pierwsze zostały napisane w języku angielskim, ale zostały opublikowane wyłącznie w węgierskim tłumaczeniu. Jego trzecia powieść pt. Abraham i Izaak (Ábrahám és Izsák), oparta na motywach biblijnych, została przetłumaczona na kilka języków.
Musimy być naszymi wybawcami (Nekünk kell megváltanunk magunkat) to wybór jego artykułów i wywiadów z gazet i czasopism. Błogie życie – spokojna śmierć: Eutelia – Eutanazja (Boldogabb élet – jó halál: Eutelia – Eutanázia), zawiera rozważania na temat życia, śmierci, przemijania, eutanazji.

## Wybrana twórczość literacka
Dotychczas (stan na sierpień 2022 roku) żaden z utworów autora nie został wydany w języku polskim.

### Powieści
- Chód Boży (Istenjárás, 1994)
- Abraham i Izaak (Ábrahám és Izsák, 1998)
- Nauki Izaaka (Izsák tanítása, 2000)
- Izaak z Nazaretu (Názáreti Izsák, 2002)
- Błogosławiony Kain (Áldott vagy Káin, 2006)

### Eseje
- Musimy być naszymi wybawcami (Nekünk kell megváltanunk magunkat, 2004)

- Błogie życie – spokojna śmierć: Eutelia – Eutanazja (Boldogabb élet – jó halál: Eutelia – Eutanázia, 2007[6])